# Břetislav Petr
Břetislav Petr (7. ledna 1937 – 21. února 2019) byl český politik, v letech 1998 až 2002, 2004 až 2010 a pak 2012 až 2013 poslanec Poslanecké sněmovny za ČSSD.

## Biografie
Vystudoval Vysokou školu báňskou v Ostravě a víc než 30 let pracoval ve firmě OKD.
Ve volbách v roce 1998 byl zvolen do poslanecké sněmovny za ČSSD (volební obvod Severomoravský kraj). Byl členem sněmovního výboru pro evropskou integraci a v letech 2000–2002 i výboru hospodářského. Ve volbách v roce 2002 kandidoval, ale nebyl zvolen. Do parlamentu nicméně usedl dodatečně jako náhradník v září 2004 poté, co rezignoval poslanec Jaroslav Palas. Zasedal v zahraničním výboru sněmovny a v letech 2005–2006 byl místopředsedou poslaneckého klubu sociální demokracie. Opětovně byl do sněmovny zvolen ve volbách v roce 2006. Byl členem hospodářského výboru (v letech 2009–2010 jeho místopředsedou) a v letech 2008–2010 i členem výboru pro evropské záležitosti. Ve volbách v roce 2010 nebyl zvolen, ale znovu se členem parlamentu stal dodatečně (v únoru 2012) coby náhradník, nyní za zesnulého poslance Petra Jalowiczora. Usedl do hospodářského výboru.
V komunálních volbách roku 1994 a komunálních volbách roku 1998 kandidoval neúspěšně do zastupitelstva města Havířov za ČSSD. Zvolen sem byl až v komunálních volbách roku 2002 a opětovně v komunálních volbách roku 2006 a komunálních volbách roku 2010. Profesně se uváděl k roku 1998 jako báňský inženýr, v roce 2002 coby ústřední báňský inspektor a k roku 2010 jako penzista. Působil i jako radní města Havířov. Byl předsedou představenstva Havířovské teplárenské společnosti.